# Флеминг-Нион (Кентаки)
Флеминг-Нион (енгл. Fleming-Neon) град је у америчкој савезној држави Кентаки.

## Демографија
По попису из 2010. године број становника је 770, што је 70 (-8,3%) становника мање него 2000. године.
| Група             | 2000.       | 2010.       |
| Белци             | 807 (96,1%) | 744 (96,6%) |
| Афроамериканци    | 24 (2,9%)   | 16 (2,1%)   |
| Азијати           | 0 (0,0%)    | 1 (0,1%)    |
| Хиспаноамериканци | 5 (0,6%)    | 2 (0,3%)    |
| Укупно            | 840         | 770         |